# Liste des sénateurs de l'Orne

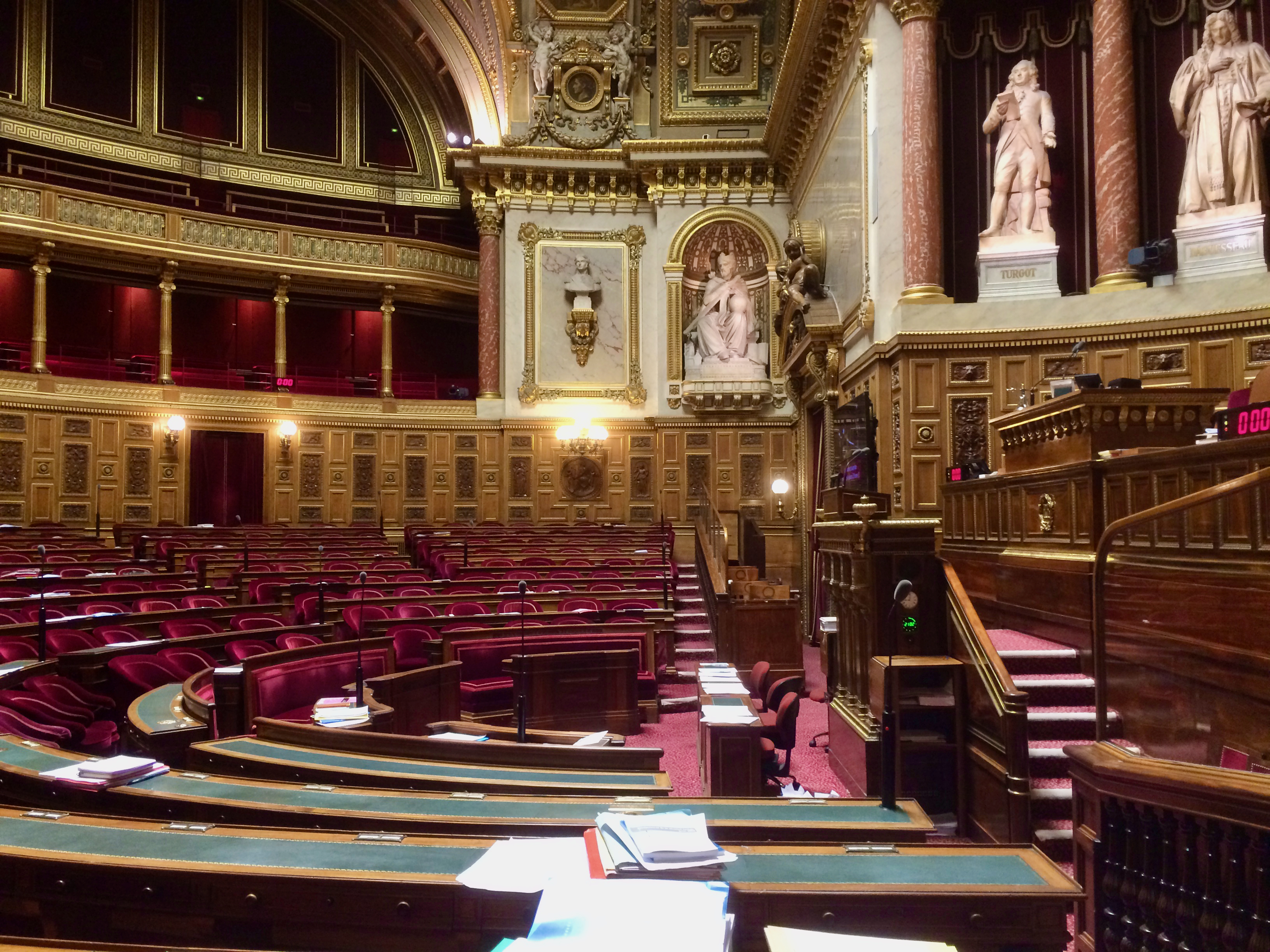
Sénat français, hémicycle et tribune.

Cette page présente la liste des sénateurs de l'Orne depuis la Troisième République.

## VeRépublique

### Mandature 2023-2029
Depuis le 24 septembre 2023
| Sénateur        |  | Parti | Premier mandat |
| --------------- |  | ----- | -------------- |
| Olivier Bitz    |  | HO    | 2023           |
| Nathalie Goulet |  | UDI   | 2007           |

- 2 sénateurs élus selon un mode de scrutin majoritaire plurinominal pour 6 ans.

### Mandature 2017-2023
Depuis le 24 septembre 2017
| Sénateur         |  | Parti | Premier mandat |
| ---------------- |  | ----- | -------------- |
| Nathalie Goulet  |  | UDI   | 2007           |
| Sébastien Leroux |  | LR    | 2017           |
| Vincent Segouin  |  | LR    | 2018           |

- 2 sénateurs élus selon un mode de scrutin majoritaire plurinominal pour 6 ans.
- Vincent Segouin remplace Sébastien Leroux en 2018 à la suite de l'annulation de son élection par le conseil constitutionnel.

### Mandature 2011-2017
Depuis le 25 septembre 2011
| Sénateur           |  | Parti | Premier mandat |
| ------------------ |  | ----- | -------------- |
| Nathalie Goulet    |  | DVC   | 2007           |
| Jean-Claude Lenoir |  | UMP   | 2011           |

- 2 sénateurs élus selon un mode de scrutin majoritaire plurinominal pour 6 ans.

### Mandature 2001-2011
Depuis le 23 septembre 2001
| Sénateur          |  | Parti | Premier mandat |
| ----------------- |  | ----- | -------------- |
| Daniel Goulet     |  | RPR   | 1992           |
| Nathalie Goulet   |  | DVC   | 2007           |
| Alain Lambert     |  | UDF   | 1992           |
| Brigitte Luypaert |  | UMP   | 2002           |

- 2 sénateurs élus selon un mode de scrutin majoritaire plurinominal pour 9 ans.
- Nathalie Goulet remplace Daniel Goulet à la suite du décès de celui-ci.
- Brigitte Luypaert remplace Alain Lambert à la suite de la nomination au gouvernement de celui-ci.

### Mandature 1992-2001
Depuis le 27 septembre 1992
| Sénateur      |  | Parti | Premier mandat |
| ------------- |  | ----- | -------------- |
| Daniel Goulet |  | RPR   | 1992           |
| Alain Lambert |  | UDF   | 1992           |

- 2 sénateurs élus selon un mode de scrutin majoritaire plurinominal pour 9 ans.

### Mandature 1983-1992
Depuis le 25 septembre 1983
| Sénateur         |  | Parti | Premier mandat |
| ---------------- |  | ----- | -------------- |
| Hubert d'Andigné |  | RPR   | 1965           |
| Henri Olivier    |  | CNIP  | 1974           |

- 2 sénateurs élus selon un mode de scrutin majoritaire plurinominal pour 9 ans.

### Mandature 1974-1983
Depuis le 22 septembre 1974
| Sénateur         |  | Parti | Premier mandat |
| ---------------- |  | ----- | -------------- |
| Hubert d'Andigné |  | DVD   | 1965           |
| Henri Olivier    |  | CNIP  | 1974           |

- 2 sénateurs élus selon un mode de scrutin majoritaire plurinominal pour 9 ans.

### Mandature 1965-1974
Depuis le 26 septembre 1965
| Sénateur         |  | Parti | Premier mandat |
| ---------------- |  | ----- | -------------- |
| Hubert d'Andigné |  | DVD   | 1965           |
| Paul Pelleray    |  | CNIP  | 1959           |

- 2 sénateurs élus selon un mode de scrutin majoritaire plurinominal pour 9 ans.

### Mandature 1959-1965
Depuis le 26 avril 1959
| Sénateur                    |  | Parti | Premier mandat |
| --------------------------- |  | ----- | -------------- |
| Étienne Le Sassier-Boisauné |  | RI    | 1959           |
| Paul Pelleray               |  | CNIP  | 1959           |

- 2 sénateurs élus selon un mode de scrutin majoritaire plurinominal pour 9 ans.

## IVeRépublique
- Raymond Le Terrier de 1946 à 1948
- Étienne Le Sassier-Boisauné de 1946 à 1948 et de 1952 à 1959
- Pierre Couinaud de 1948 à 1951
- Marcel Hébert de 1948 à 1952
- Gaston Meillon de 1951 à 1952 et de 1956 à 1959
- René Laniel de 1952 à 1956

## IIIeRépublique
- Alfred de Flers de 1876 à 1883
- Léon de La Sicotière de 1876 à 1895
- Charles Poriquet de 1876 à 1910
- Marcel Libert de 1885 à 1892
- Léon Labbé de 1892 à 1916
- Paul Fleury de 1895 à 1931
- Louis Cachet de 1910 à 1914
- Robert Leneveu de 1920 à 1927
- Alfred Oriot de 1920 à 1927
- Georges Dentu de 1927 à 1940
- Alexandre Millerand de 1927 à 1940
- René de Ludre-Frolois de 1931 à 1940